# Depots der Straßenbahn Frankfurt am Main
Derzeit verfügt die Frankfurter Straßenbahn über zwei Betriebshöfe, zwei Wagenhallen sowie die Stadtbahnzentralwerkstatt.

## Anlagen in Betrieb

### Stadtbahnzentralwerkstatt

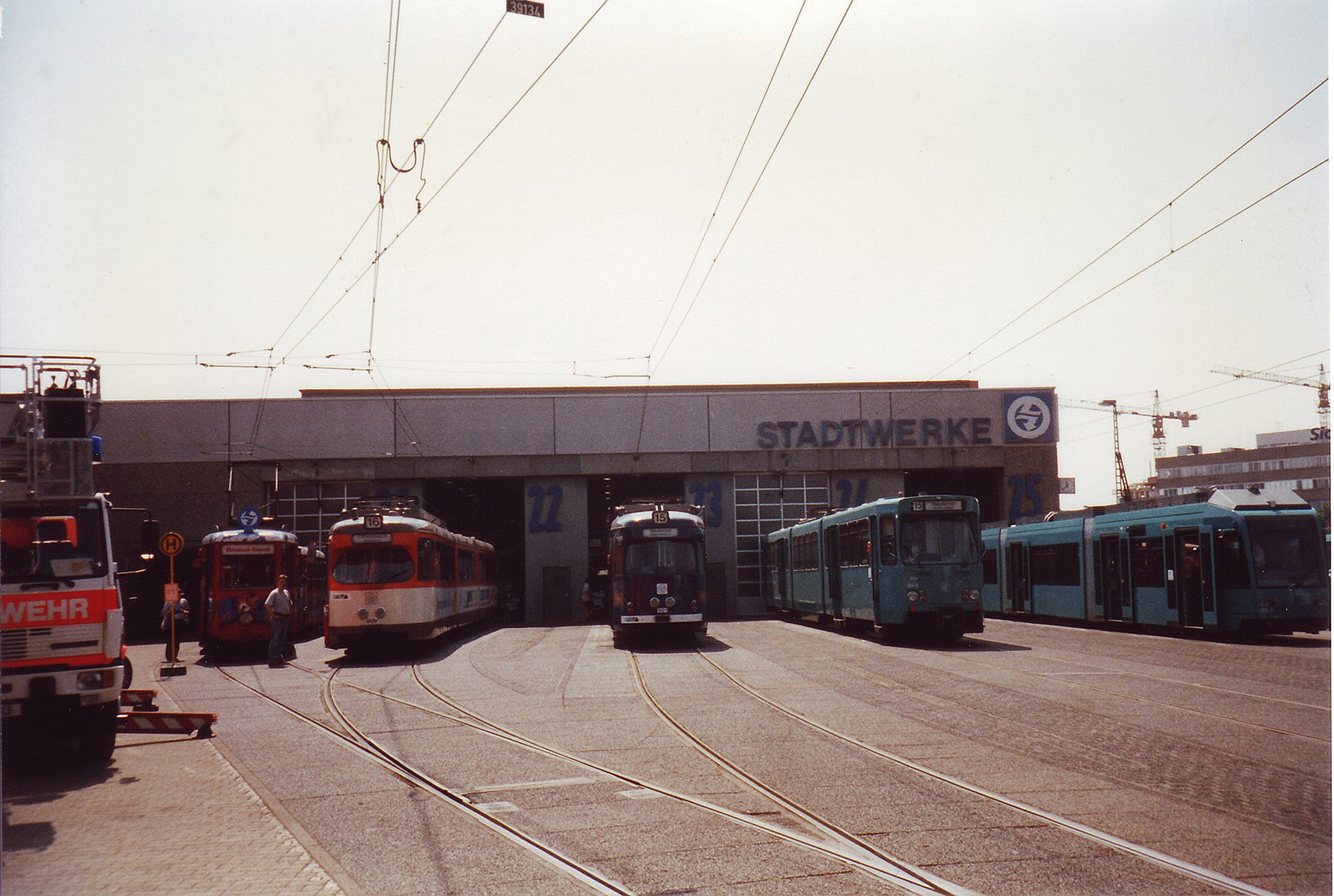
Zentralwerkstatt in Rödelheim, Juni 1997

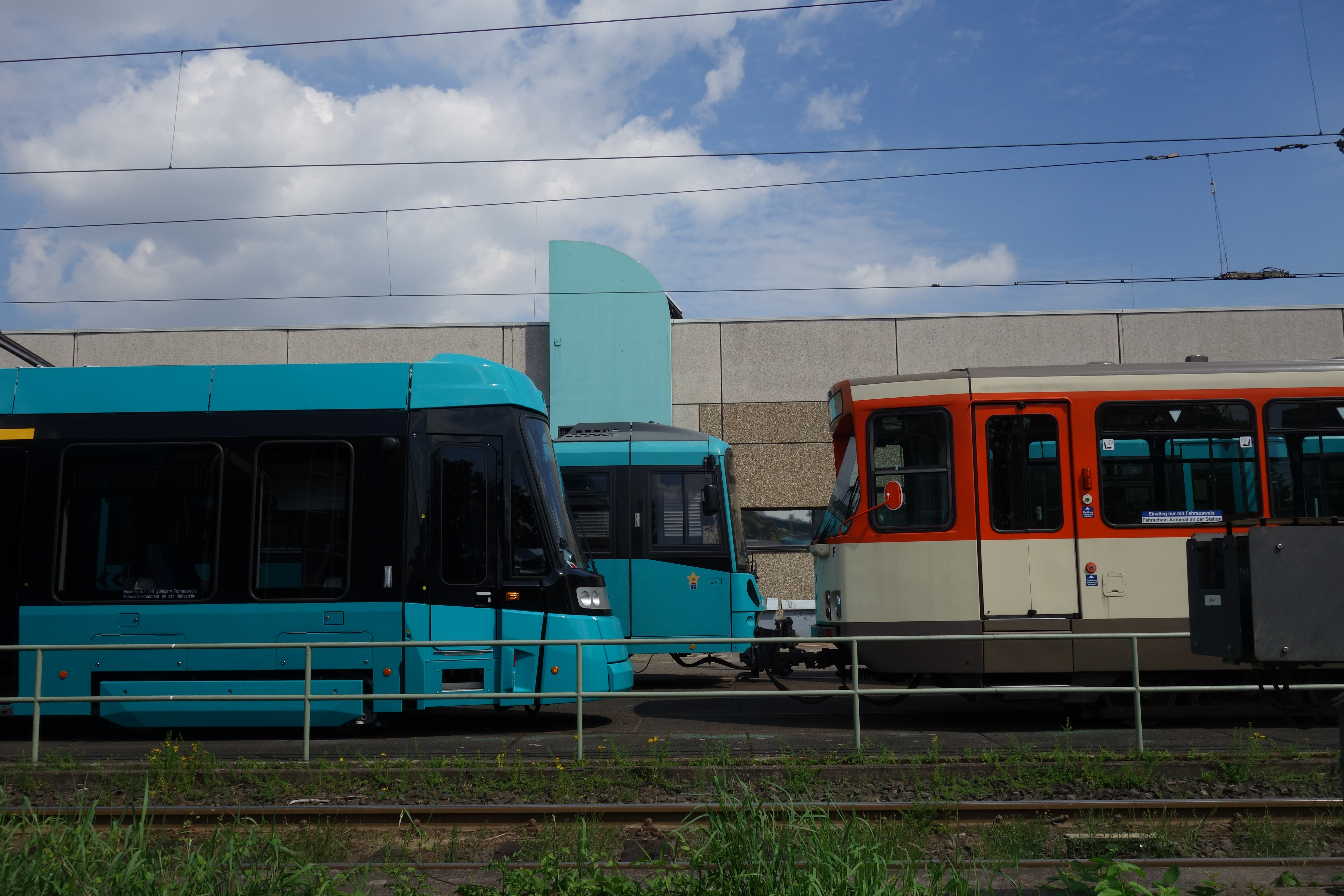
Neu und alt: T- (links) und Pt-Wagen (rechts) sowie U5-Triebwagen (Mitte), 2023

Seit Beginn des städtischen Straßenbahnbetriebes bis zum Oktober 1978 diente das Bockenheimer Depot als Hauptwerkstätte. Seitdem befindet sich die Zentralwerkstatt in Rödelheim an der Heerstraße.
Nachdem die alte Anlage nicht mehr den durch den Stadtbahnbetrieb gestiegenen Anforderungen entsprach und das bestehende Gelände nicht erweitert werden konnte, wurde 1978 der Neubau der Stadtbahnzentralwerkstatt in Rödelheim eröffnet. Die Baukosten betrugen rund 85 Millionen D-Mark. Das rund 80.000 m² große Gelände beherbergt ein Gleis zur Unterflur-Bearbeitung der Radsätze, zwei Gleise zur GFK-Reparatur, vier Gleise zur Fahrzeug-Lackierung, acht Gleise zur Wartung und Instandsetzung, acht Gleise für den Umbau von Fahrzeugen, zwei Gleise zur Unfall-Instandsetzung, sowie einen rund einen Kilometer langen Rundkurs für Testfahrten. Die Werkhalle besitzt eine Größe von 5.700 m². Die Zentralwerkstatt besitzt an der Haltestelle Heerstraße einen Gleisanschluss an die C-Strecke des U-Bahn-Netzes. Bei Errichtung wurde von einer Kapazität von 300 Wagen, im späteren Ausbau bis zu 450 Wagen ausgegangen.
Die Stadtbahnzentralwerkstatt ist für Instandsetzungen von Normalspur-Fahrzeugen (Spurweite 1435 mm) mit einer maximalen Länge von 30 m bei einer maximalen Breite von 2,65 m und einem maximalen Leergewicht von 40 t konzipiert. Diese Eigenschaften müssen bei zukünftigen Erweiterungen des Fuhrparks beachtet werden.
Zum Leistungsspektrum gehören neben der Herstellung von Ersatzteilen auch Fahrzeugumbauten, sowie Siebdruck und Folienbeschichtung. Die VGF bietet auch anderen Verkehrsunternehmen Reparaturdienstleistungen an. Zurzeit werden 160 Mitarbeiter in der Zentralwerkstatt beschäftigt.

### Betriebshöfe

#### Betriebshof Ost

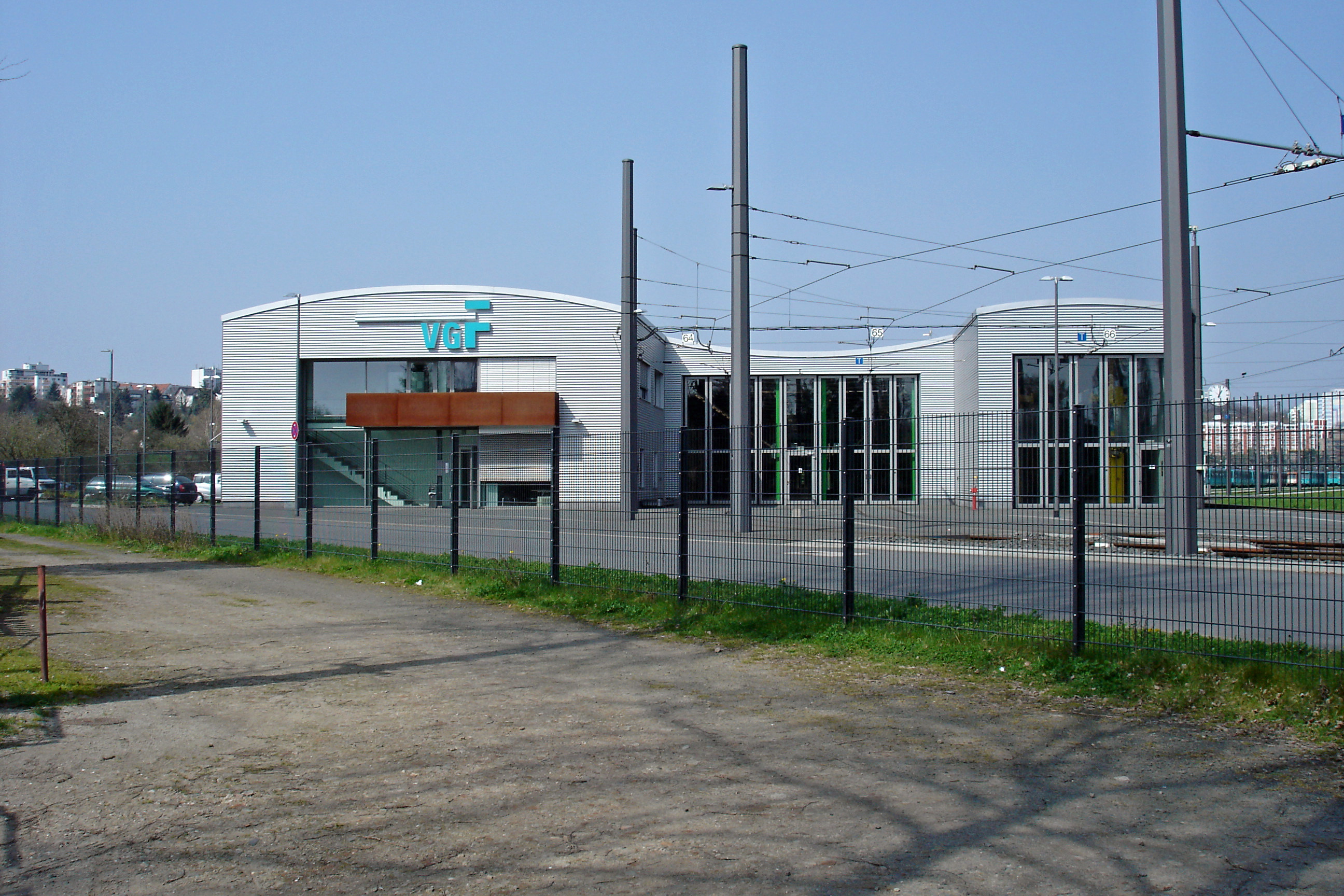
Südseite der Büro- und Wartungsgebäude

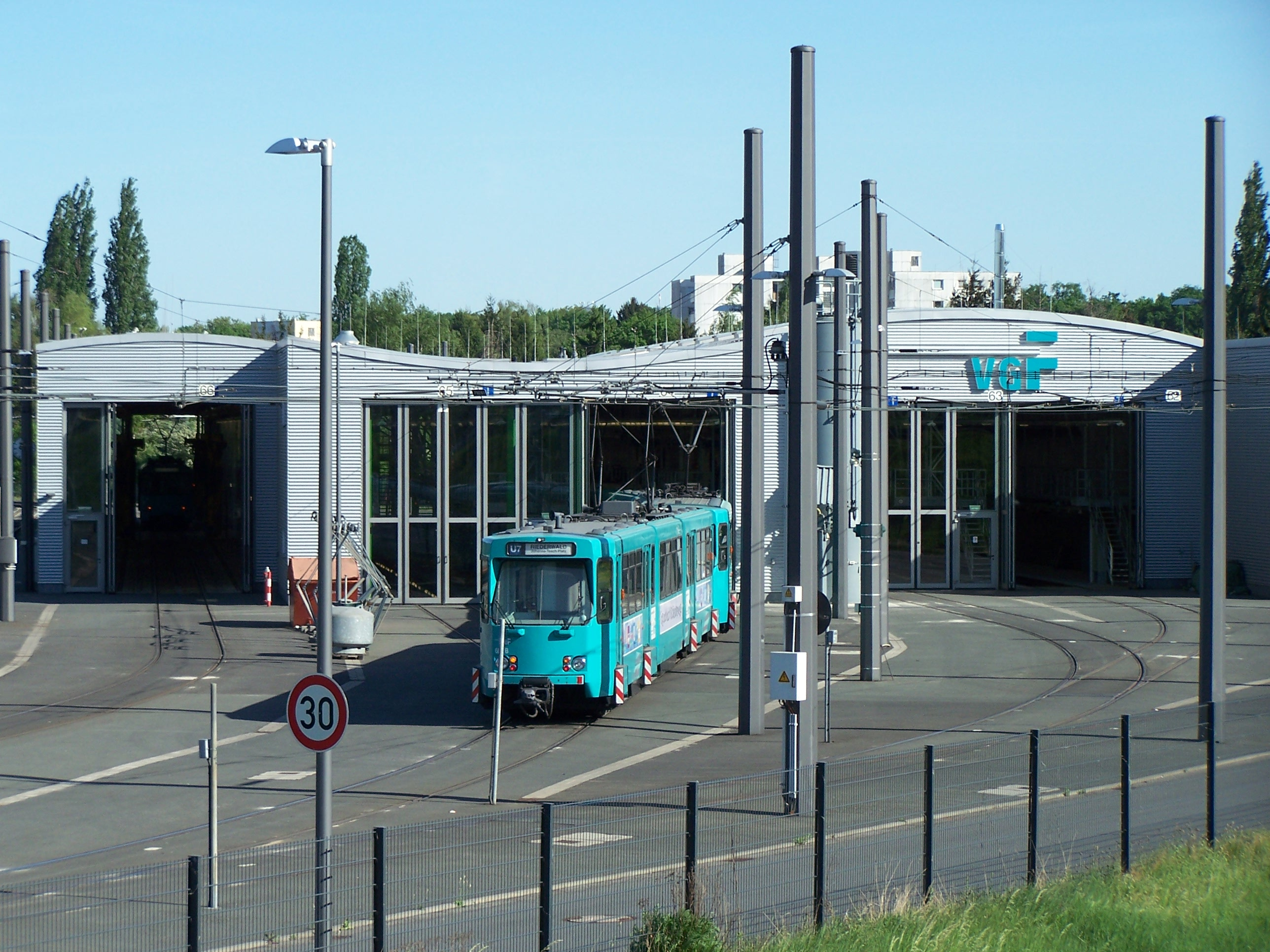
Ein Zug aus drei Ptb-Triebwagen fährt in die Halle des Betriebshofes Ost, April 2007

Der jüngste Betriebshof in Frankfurt wurde am 6. Juli 2003 eröffnet und befindet sich am südwestlichen Rand von Seckbach, neben der Trasse der Autobahn A 661. Der Betriebshof verfügt über sechs Hallen-, drei Durchgangsgleise, sieben Verbindungs- und 16 Abstellgleise für bis 150 Schienenfahrzeuge. Durch den Betriebshof führen auch die Gleise der Linie U4 zwischen Tunnelende, nach der Station Seckbacher Landstraße (Bornheim) und der Station Schäfflestraße (Riederwald).
Im Juni 1976 beauftragte die Stadtverordnetenversammlung der Stadt Frankfurt den Magistrat, einen geeigneten Standort für einen seit den 1960er-Jahren geplanten, neuen „Stadtbahnbetriebshof“ zu finden. Als Standort wurde seitens des Magistrates im Dezember desselben Jahres eine Lage parallel zur Flinschstraße vorgeschlagen. Das im Folgejahr beantragte Planfeststellungsverfahren beim Regierungspräsidium Darmstadt wurde aufgelassen, da sich herausstellte, dass eine zur geplanten Autobahn parallele Lage die Lärmbelästigung der Anwohner lindern würde. Aufgrund von Einsprüchen von Umweltschützern, die einen Bau im angestrebten Bereich im Dreieck Wilhelmshöher Straße, A 661 und Riederbruch aufgrund des Naturschutzes verhindern wollten, wurde auch das zweite Planfeststellungsverfahren aus dem Jahre 1981 ein Jahr später ohne Erteilung der Planfeststellung beendet. Nach erneutem Wechsel des beabsichtigten Standortes wurden 1988 die Planungen wieder aufgenommen, die nach einem langen Dialog zu Planänderungen mit Auflagen führten, in dessen Folge im Dezember des Jahres 1995 seitens des Regierungspräsidiums die Planfeststellung getroffen wurde.
Der Bau konnte nur unter Auflage von Ausgleichsmaßnahmen und der strengen Einhaltung von Umweltschutzrichtlinien erfolgen. Diese Ausgleichsmaßnahmen beinhalten an der Ostseite des Geländes eine 550 Meter lange Biotopzone und eine Fließwasseranbindung vom Enkheimer Ried über das Seckbacher Ried und den Riedgraben zum Weiher im Ostpark, die 2,3 Mio. Euro kostete und vom Amt für Stadtentwässerung konstruiert wurde. Zusätzlich wurde ein Teil der Fassade und das Dach des Hauptgebäudes begrünt. 3700 Meter der im Freien liegenden Gleise wurden als Rasengleis ausgeführt. Auf eine ursprünglich geplante, zweite Bauphase wurde verzichtet, dafür wurde die Anzahl der Abstellflächen für ursprünglich 90 Wagen auf 150 erhöht.
Der Bund für Umwelt- und Naturschutz Deutschland forderte nach erfolgreicher Planfeststellung einen Aufschub der Arbeiten, der im Januar 1999 vom Verwaltungsgerichtshof abgelehnt wurde. Die Bauvorbereitungen für den neuen Betriebshof begannen am 10. November 1999, der eigentliche Baubeginn war im Herbst 2000.
Das 7,5 Hektar große Gelände umfasst lang ausgedehnte Gleisanlagen mit 39 Weichen und einer Gesamtlänge von rund 3100 Metern, mehr als 100 Fahrleitungsmasten, ein 4700 m² großes Technikgebäude mit Wartungs- und Waschanlagen mit vier einzeln gesteuerten Waschwagen und eine Werkstatthalle mit fünf Wartungsplätzen für unterschiedliche Anforderungen. Die Waschanlagen verwenden Regenwasser und aufbereitetes Schmutzwasser. Zusätzlich gehören ein Bürotrakt mit Lagerräumen und eine Kantine zum Betriebshof. Die Gebäude haben eine Metallfassade.
Der neue Betriebshof war nötig geworden, da für drei U-Bahn-Linien keine zufriedenstellende Lösung verfügbar war. Die Fahrzeuge der U-Bahn-Linie U4 waren im Betriebshof Eckenheim stationiert; dieser Zustand machte sehr lange Betriebsfahrten mit den breiten U3-Wagen über die enge Eckenheimer Landstraße nötig. Die Fahrzeuge der U-Bahn-Linien U6 und U7 waren im Betriebshof Gutleut beheimatet, der unter Platzmangel litt. Der Einschiebepunkt, die Rampe am Industriehof, lag davon sehr weit entfernt und machte Betriebsfahrten über Hauptbahnhof, Messe und Schloßstraße nötig.
Der Betriebshof ist mit den Stationen Seckbacher Landstraße der Linie U4, Johanna-Tesch-Platz der Linie U7 und Schäfflestraße der Linien U4 und U7 über Betriebsstrecken verbunden. Das Straßenbahnnetz ist ebenfalls über eine Betriebsstrecke, die vor dem Tunnel an der Haltestelle Johanna-Tesch-Platz abzweigt, an den Betriebshof angebunden.
Der Betriebshof Ost ersetzt die Betriebshöfe Sachsenhausen, Bornheim und teilweise Eckenheim und dient sowohl der U-Bahn als auch der Straßenbahn. Gegenwärtig sind hier alle Fahrzeuge der Linien U4 bis U7 sowie 28 Wagen für die Linien 11, 12 und anfänglich 18 stationiert.
Seit dem Fahrplanwechsel im Dezember 2018 wird statt der Linie 18 die Linie 14 bedient, die Fahrzeuge der Linie 18 stellt nun der Betriebshof Gutleut.

#### Betriebshof Gutleut

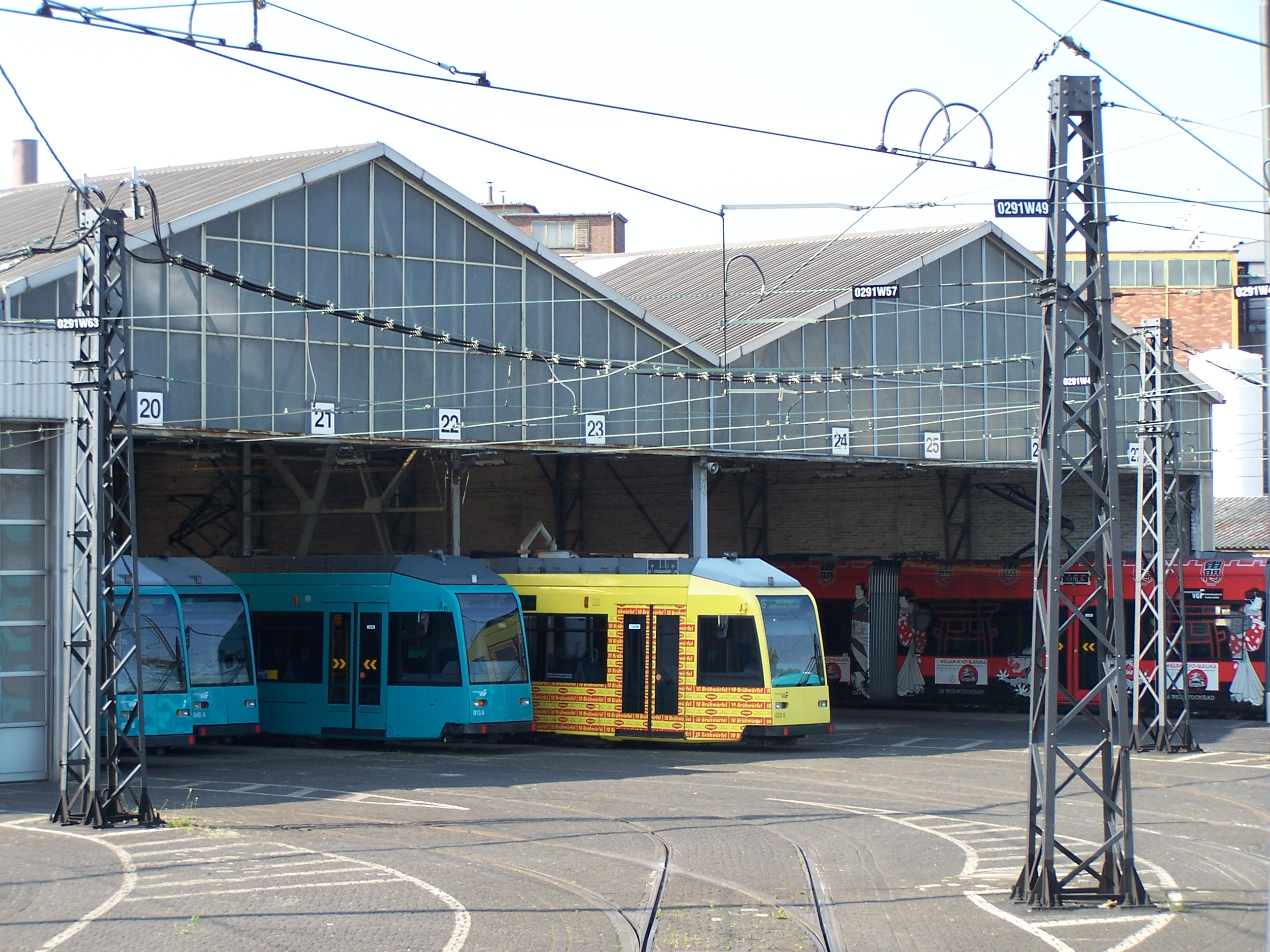
Hallen des Betriebshofes Gutleut, Juni 2007

1896 wurde durch die Frankfurter Trambahn-Gesellschaft ein zweistöckiges Pferdebahndepot in der Nähe des Hauptbahnhofes errichtet. Nach Ankauf der Trambahn-Gesellschaft wurde es umgebaut und von der städtischen Straßenbahn genutzt. Da es allerdings den wachsenden Anforderungen räumlich nicht gewachsen war, wurde im Jahre 1915 in derselben Straße ein neuer Betriebshof für die elektrische Straßenbahn errichtet.
Zunächst wurden dessen Hallen anders genutzt als vorgesehen und der Kriegsleder-Aktiengesellschaft überlassen. Erst 1919 wurde der Betriebshof von der Städtischen Straßenbahn übernommen und eröffnet. Das alte Depot wurde dennoch bis zum Einzug der Omnibuswerkstatt im Jahre 1925 weiterhin als Abstellgelände und Betriebswerkstatt genutzt. Ab diesem Zeitpunkt bis zur Eröffnung des neuen Busbetriebshofes in Rebstock war das alte Depot Omnibushauptwerkstatt. Nach Beschädigungen durch die Luftangriffe auf Frankfurt am Main im Zweiten Weltkrieg wurde es wiederaufgebaut und später auch als Fahrschule und Unterrichtsräume für Schaffner genutzt.
Der 1919 eröffnete, neue Betriebshof Gutleut hatte zwölf Hallengleise sowie ein Freigleis. Im Jahre 1928 wurde der Betriebshof um vier weitere Freigleise, 1929 um eine zweite Halle erweitert. Er besaß nun zwanzig Hallengleise und fünf Freigleise. 1936 erfolgte eine letztmalige Erweiterung um eine dritte Halle, nachdem zuvor bereits ein weiteres Gleis erstellt worden war. Das Depot verfügte somit über 29 Hallengleise.
1976 bis 1978 wurde der Betriebshof grundlegend modernisiert. Anstelle eines Gleisdreiecks entstand eine Wendeschleife, die durch die Halle führt, außerdem eine neue Wasch- und Revisionshalle sowie eine Radsatzdrehbank. Der Modernisierung fielen zwei Hallengleise zum Opfer. Seit 1998 verfügt der Betriebshof über eine Unterflurdrehmaschine. Im Jahr 2016 wurden die Gleise 1–3, nach Abbruch einer Begrenzungsmauer, bis an die Grundstücksgrenze zur Gutleutstraße verlängert. Es entstanden nunmehr Stellplätze für drei weitere Straßenbahnen.
Im Zweiten Weltkrieg erlitt das Depot starke Beschädigungen durch Luftangriffe der Alliierten. Dabei wurden 26 dort stationierte Trieb- und 23 Beiwagen zerstört sowie sieben Trieb-, sechs Bei- und zwei Poststraßenbahnwagen schwer beschädigt.
Derzeit sind die Züge der Linien 11 (bis zu 16 Wagen), 12 (6 Wagen), 15, 16, 17, 18, 19, 20 und 21 sowie die Züge des Ebbelwei-Expreß’ im Gutleuter Depot untergebracht. Weiterhin ist der VGF-Winterdienstwagen 2050 in den Wintermonaten im Betriebshof Gutleut stationiert, da seine Einsätze über den Betriebshof abgewickelt werden.

### Wagenhallen

#### Wagenhalle Eckenheim

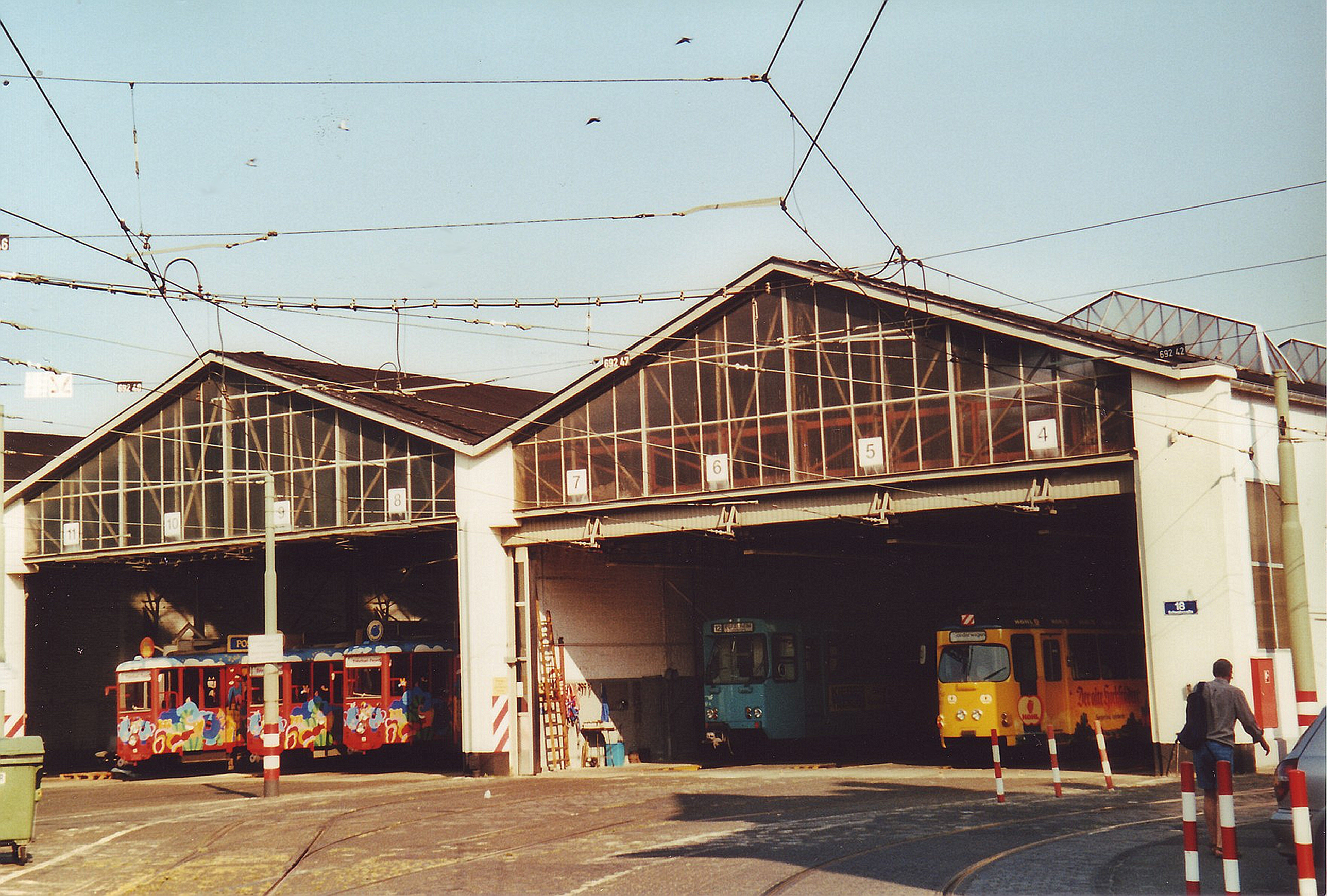
Eckenheimer Depot im August 2001

Der Bau des Depots in Eckenheim in der Schwabstraße 16 wurde 1911 fertiggestellt und ist bereits im Folgejahr auf 29 Gleise erweitert worden. Während der Inflationszeit der 1920er-Jahre war das Depot vom 10. Juni 1923 bis zum 9. März 1924 außer Betrieb und die beheimateten Straßenbahnwagen wurden den Betriebshöfe Bornheim und Gutleut zugewiesen. 1936 wurde die Lackiererei der Städtischen Straßenbahn vom Betriebshof Gutleut in die Hallengleise zwei bis fünf verlegt.
Nach Ausbombung der Straßenbahndirektion wurden einige ihrer Abteilungen in das Bahnhofsgebäude des Eckenheimer Depots verlegt. Zusätzlich wurden drei Beiwagen als Ausweichquartier von der Straßenbahndirektion genutzt. Als einziger Betriebshof der Innenstadt überstand das Depot den Zweiten Weltkrieg ohne Schäden.
Ende der 1940er-Jahre wurde auf dem ersten Gleis des Betriebshofes eine Spritzkabine errichtet. In den Jahren 1956/1957 wurde die Rückwand der Gleise 18 bis 29 abgebrochen und so die Abstellfläche durch Fortführung der Hallengleise als Freigleise vergrößert. 1957/1958 erfolgte der Anbau eines weiteren Hallengleises, welches in einer separaten Halle untergebracht wurde und mit einer Radsatzdrehbank ausgestattet wurde. Vom 1. August 1971 bis zum Juli 2003 wurden werkstattmäßig auch die Wagen des Bornheimer Depots unterhalten.
1980 wurde die mittlere Halle für U-Bahn-Wagen ausgebaut. Durch diese Maßnahme wurde die Anzahl der Gleise auf 27 reduziert. Anlässlich des Umbaus der Eckenheimer Landstraße als Autobahnzubringer wurde die Wendeanlage des Betriebshofes umgebaut und vereinfacht.
Im Mai 2001 wurde von Linksextremen ein Brandanschlag auf den im Betriebshof abgestellten Pt-Wagen 679 verübt, der hierbei einen Totalschaden erlitt. Die noch brauchbaren Teile wurden später ausgebaut und die Überreste des Wagens im Jahre 2003 verschrottet.
Nach der Eröffnung des Betriebshofes Ost im Juli 2003 verlor das Depot Eckenheim seinen Status als Betriebshof und dient fortan als Abstellanlage für einige Züge der Linie U5. Außerdem werden hier ausgemusterte und für den Verkauf vorgesehene Schienenfahrzeuge (zzt. vorwiegend U2- und Ptb-Wagen) abgestellt. Die monatlich stattfindende Versteigerung von nicht abgeholten Fundsachen der VGF findet nach wie vor im Eckenheimer Depot statt.
Durch Verschweißung von Weichen und Aufstellung von Zäunen und Toren wurde Mitte der 2000er-Jahre ein Teil der Gleise vorübergehend stillgelegt und wird nun als Parkplatz vermietet. Die Oberleitung und Gleisanlagen an sich blieben jedoch unversehrt, da eine Reaktivierung des Eckenheimer Depots in mittelfristiger Zukunft nicht ausgeschlossen ist.
Die angrenzenden Räumlichkeiten werden seit 2006 vom Verein Historische Straßenbahn der Stadt Frankfurt am Main e. V. genutzt, der diese Räume in Eigenregie renoviert hat und sie teilweise weitervermietet. Eine Umwandlung in eine Außenstelle des Verkehrsmuseums ist in langfristiger Zukunft denkbar.

#### Wagenhalle Neu-Isenburg

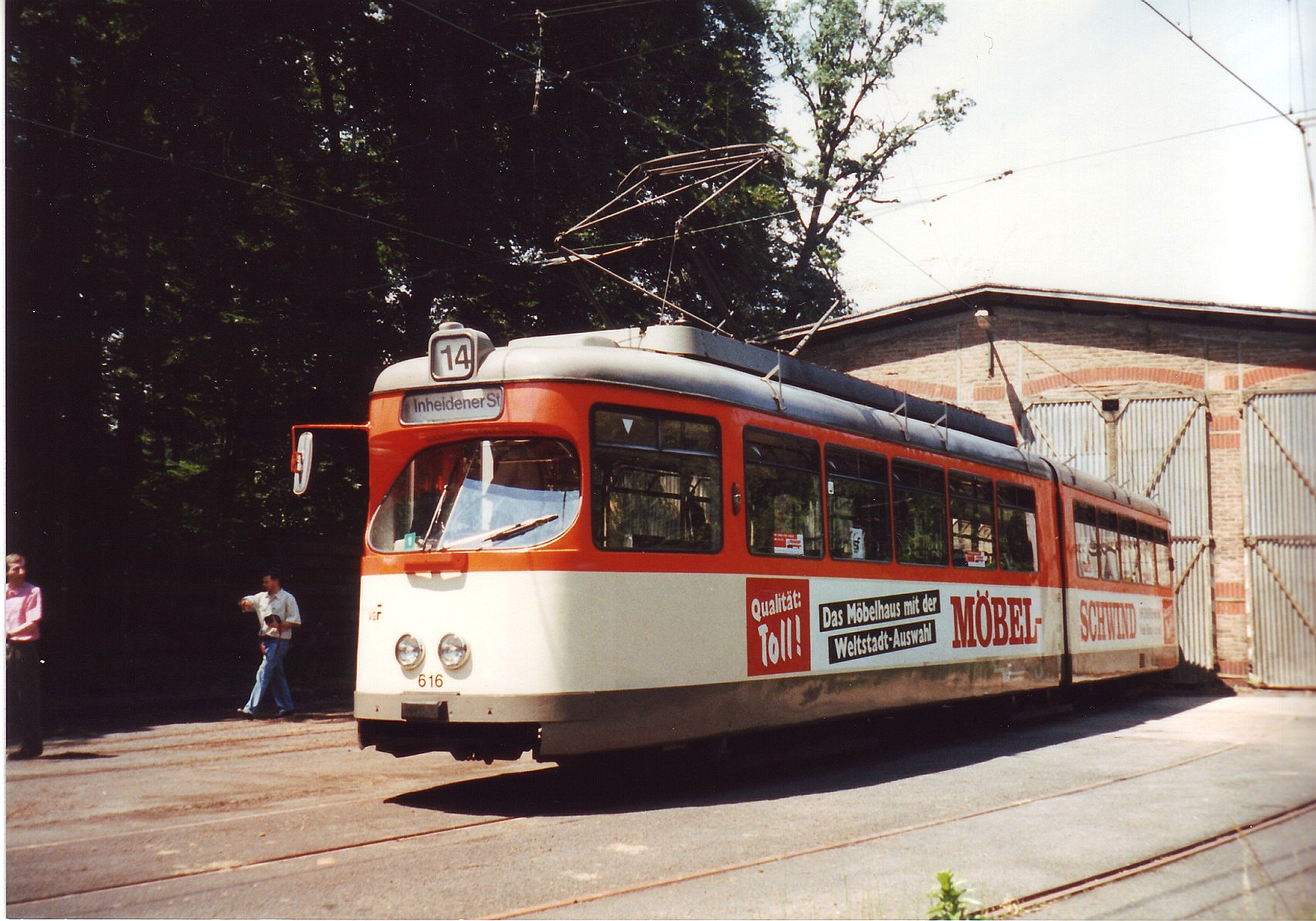
Wagenhalle Neu-Isenburg mit M-Wagen 616 im Juni 1998

Die 200 Meter nördlich von der Endstation Neu-Isenburg der Linie 17 gelegene viergleisige Halle diente bis zum 5. Oktober 1929 der Frankfurter Waldbahn als Depot. In der Halle konnten auf den je 45 m langen Gleisen, 16 vierachsige Waldbahnwagen abgestellt werden.
Seit 1929 wurden hier nicht benötigte Fahrzeuge, zunächst der Dampfstraßenbahn, später der elektrischen Straßenbahn, abgestellt. Am 20. Dezember 1943 brannte die Halle mit vier Trieb- und elf Beiwagen und einem in Frankfurt einmaligen Spreng-Triebwagen vollständig aus, wurde aber 1955 wiederaufgebaut.
Bis zur Eröffnung des Verkehrsmuseums in Schwanheim waren die historischen Fahrzeuge teilweise in der Wagenhalle Neu-Isenburg untergebracht. Heute werden dort ausgemusterte und verunfallte Straßenbahnfahrzeuge, aber auch historische Fahrzeuge die in Schwanheim aufgrund der dort begrenzten Abstellmöglichkeit nicht untergebracht werden können, untergestellt. Der ehemalige Fahrschulwagen 2000 war bis 2015 hier untergebracht. Aktuell steht in den Sommermonaten der P-Wagen 2050, der mit einer Fahrleitungsbenetzungsanlage für den Winterdienst ausgerüstet ist, in der Wagenhalle.
Seit der Schließung des Betriebshofes Sachsenhausen im Jahre 2003 ist die Wagenhalle die einzige Abstellmöglichkeit für Straßenbahnfahrzeuge auf der Sachsenhäuser Seite des Mains.
Ein an der Endhaltestelle befindlicher Lokschuppen mit zwei Gleisen sowie eine weitere Wagenhalle aus Holz mit zwei Gleisen für acht Wagen wurden im Jahre 1929 abgebrochen, um die bis heute verwendete Wendeschleife erbauen zu können.

## Zur U-Bahn übergegangen

### Wagenhalle Bommersheim

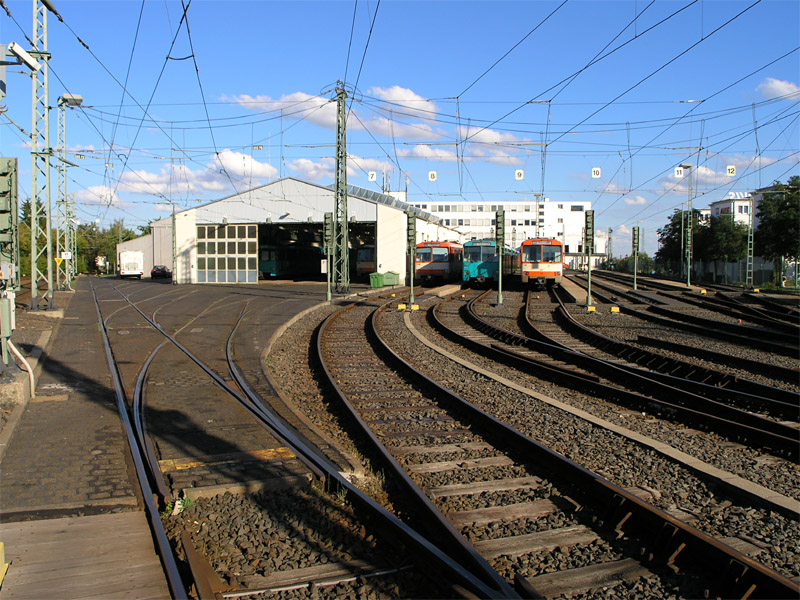
Wagenhalle Bommersheim

Die viergleisige Halle in Bommersheim, die nahe der Station Bommersheim an der U3 liegt, wurde 1910 als Betriebshof durch die Frankfurter Lokalbahn errichtet und diente den Fahrzeugen der Linie 24 zur Hohemark als Depot. Zusätzlich wurde eine zweigleisige Revisionshalle für kleinere Reparaturen an den Fahrzeugen angelegt, sowie Freigleise, die auch von Wagen der späteren Deutschen Reichsbahn befahren werden konnten.
Um Einrichtungswagen wenden zu können, erfolgte 1956 der Bau einer Wendeschleife um das Depot. Hierzu wurde ein Freigleis umgestaltet.
Nach Auslieferung des ersten Frankfurter U-Bahn-Wagens im Jahre 1966 erfolgte seine Inbetriebnahme in der Wagenhalle Bommersheim. Für Testfahrten wurde der Streckenabschnitt zwischen der Wagenhalle und Weißkirchen verwendet.
1970 wurde die Halle umfassend modernisiert und verlängert, um auf jedem Hallengleis zwei U-Bahn-Wagen abstellen zu können. Hierbei entfielen die Dachbinder mit Verzierungen aus Gusseisen und das am Dachfirst befindliche Relief eines Flügelrades. Seitdem dient sie als Depot für einige Züge der Linie U3, Lagerplatz für Fahrzeugteile und Abstellplatz der E-Lok 2020.

### Betriebshof Heddernheim

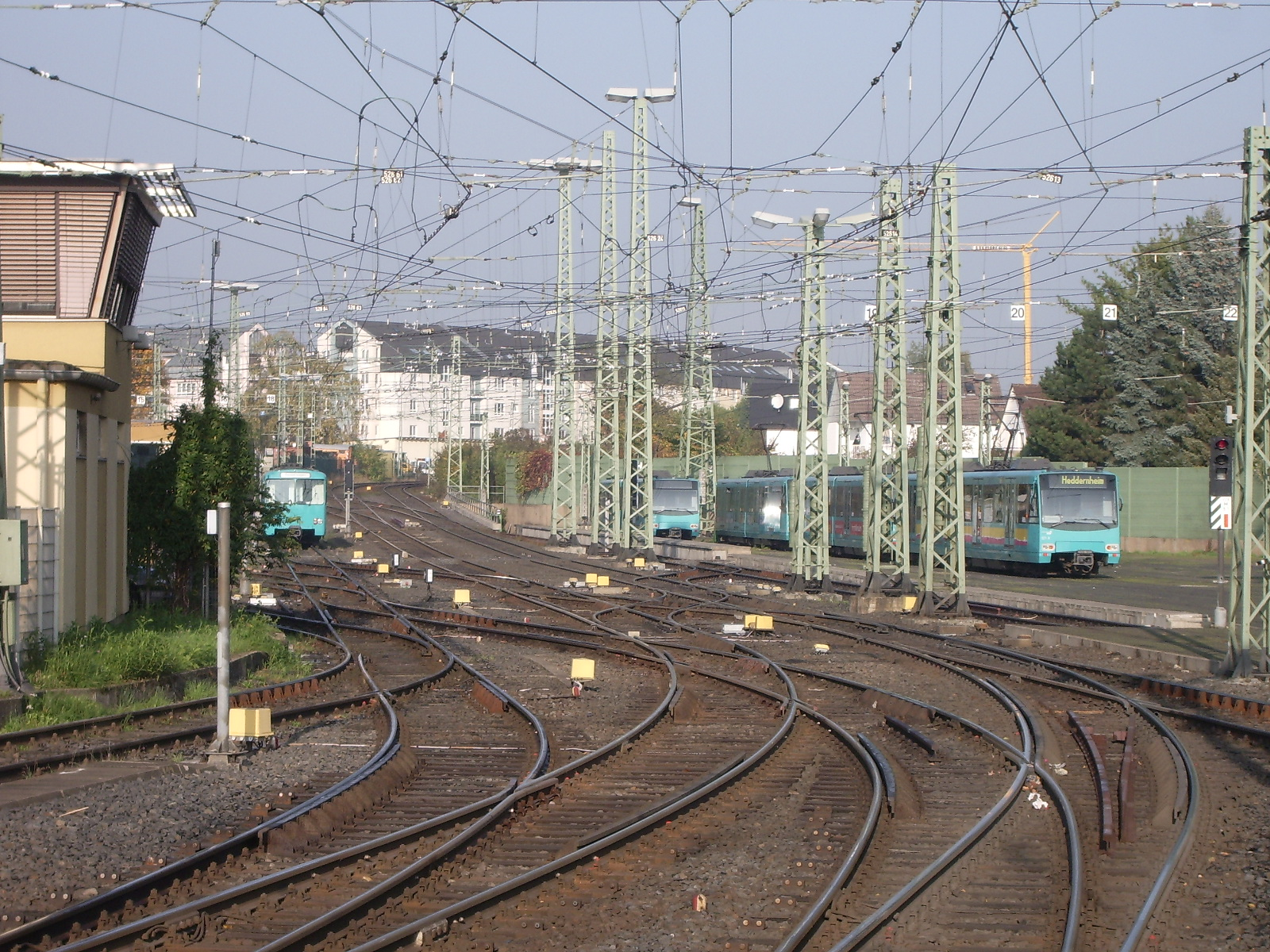
Gleisfeld des Betriebshofes Heddernheim

Das Depot an der Nassauer Straße in Heddernheim wurde am 10. Mai 1910 nach der Eröffnung der Lokalbahnlinien 24 und 25 nach Bad Homburg und Oberursel eröffnet. Die Gleisanlagen waren mit kleinen Radien angelegt worden, weshalb es zu Entgleisungen kam.
Der Betriebshof überstand den Zweiten Weltkrieg ohne Schäden. Die Anfang des Krieges errichtete Obushalle für Oberleitungsbusse der Linie 60 hingegen wurde zerstört. 1966 wurde die ehemalige Holzhalle abgerissen, da die Durchfahrten für die 2,65 Meter breiten U2-Triebwagen zu eng waren. Zusätzlich wurde eine neue Wagenwaschanlage erbaut und die Gleisanlagen grundlegend umgeändert. Seit 1968 beherbergt das Gelände die U-Bahn-Züge der Linien U1 bis U3 sowie der U8 und U9. In der Folgezeit wurde das Depotgelände um weitere Freigleise stark erweitert, insbesondere nachdem die Firma Dünges & Schüssler, die vorher unmittelbar neben dem Stellwerk beheimatet war, ihr Betriebsgelände geräumt hatte.
Am 28. September 1980 gegen 2:00 Uhr nachts wurden durch einen Brandanschlag fünf U-Bahn-Wagen zerstört und sieben stark beschädigt. Der Schaden belief sich auf 12 Millionen D-Mark. Die zerstörten Triebwagen mussten teilweise noch vor Ort zerlegt werden und wurden bis auf eine Ausnahme verschrottet. Als Ersatz wurden baugleiche Wagen beim Hersteller nachbestellt. Bis zu deren Lieferung musste der U-Bahn-Verkehr aufgrund von Wagenmangel teilweise eingeschränkt werden. Als unmittelbare Folge des Brandanschlages wurde eine Überwachung der Abstellanlagen eingeführt und ein eigener Sicherheitsdienst gegründet.

## Ehemalige Anlagen

### Betriebshof Bockenheim

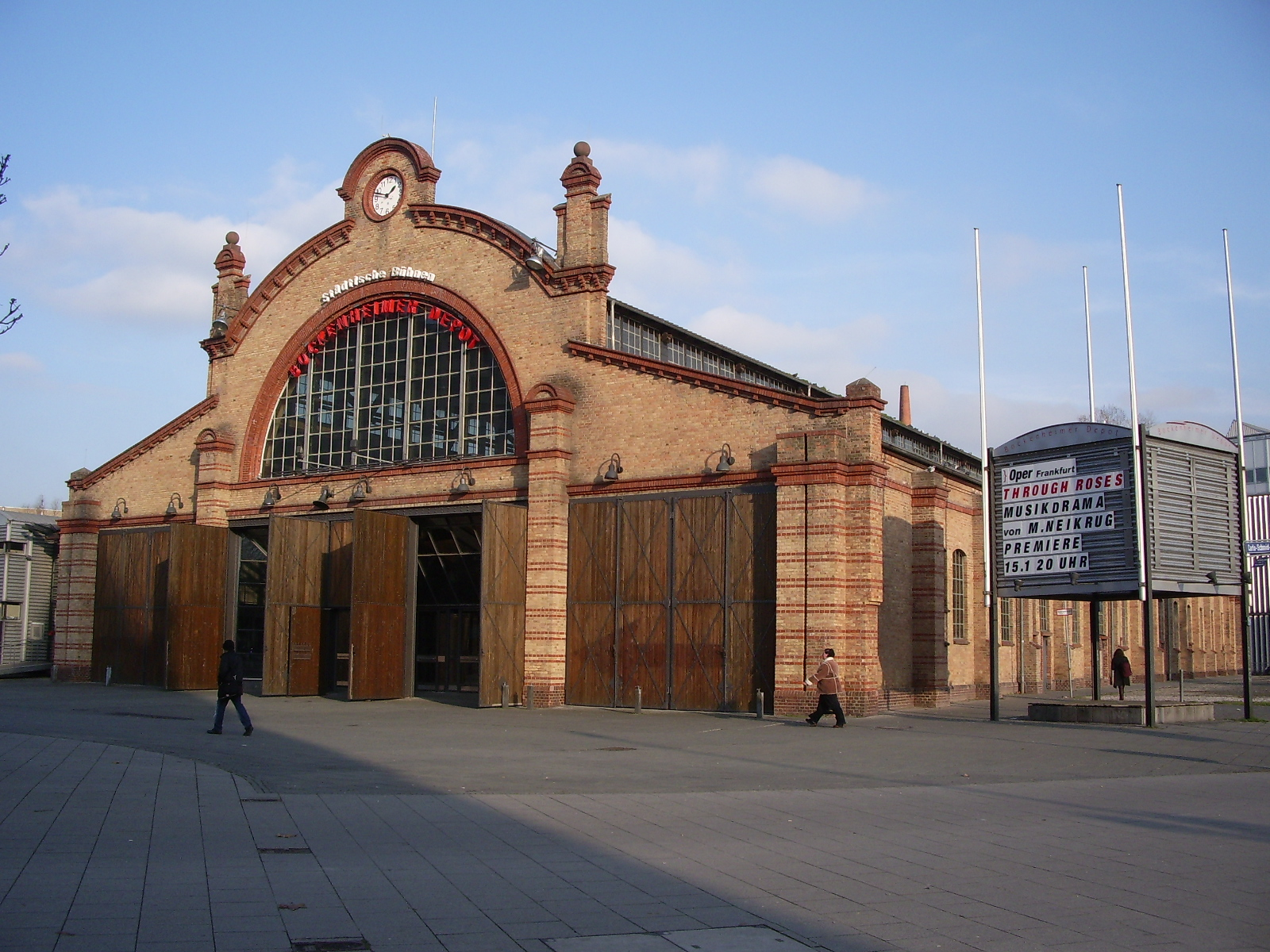
Bockenheimer Depot

Bereits seit 1883 stand an der heutigen Gräfstraße in Bockenheim in der unmittelbaren Nähe der Bockenheimer Warte ein hölzernes Pferdebahndepot mit einem Bahnhofsgebäude für die Betriebsdirektion der Frankfurter Trambahn-Gesellschaft, das 1900 – nach Ankauf durch die Stadt – durch das heutige Backsteingebäude ergänzt wurde. In der Nebenhalle wurde die Straßenbahn-Hauptwerkstatt untergebracht.
Am 18. und 22. März 1944 wurde das Depot durch schwere Luftangriffe stark beschädigt. Hierbei wurde die Nebenhalle sowie elf Trieb- und ein Beiwagen völlig zerstört. Bei weiteren Luftangriffen wurden weitere 32 Trieb- und 27 Beiwagen vernichtet. Nach Ende des Krieges war der Betriebshof zu 80 % zerstört.
Der Wiederaufbau nach dem Zweiten Weltkrieg dauerte zwölf Jahre. Nach zahlreichen Um- und Anbauten übernahm am 6. Februar 1966 die Straßenbahn-Hauptwerkstatt das gesamte Depotgebäude, wobei die wiederaufgebaute Nebenhalle als Beiwagen-Revisionshalle genutzt wurde. Um die Werkstatt für U2-Triebwagen nutzen zu können, mussten zwei Hallengleise auseinandergezogen werden. 1978 zog die Hauptwerkstatt in ein neues Gebäude in Rödelheim um. Bereits 1979 wurde die Halle als eines der ersten Industriedenkmäler im Rhein-Main-Gebiet unter Denkmalschutz gestellt.
Nach Abbruch der Nebenbauten und Abbau der Verbindungsweichen an der Bockenheimer Warte diente das Gelände bis 1987 verschiedenen Zwecken, unter anderem von 1981 bis 1985 als Herberge für das Frankfurter Feldbahnmuseum und 1986 für ein Gastspiel des Zirkus Roncalli. Nachdem 1986 im Zuge der Schienenfreien Innenstadt der Abbau der Strecke auf der Bockenheimer Landstraße erfolgt war, wurden sämtliche Gleise auf dem Gelände entfernt. 1988 wurde das Depot für 14 Millionen D-Mark in eine Spielstätte des Schauspiels Frankfurt umgebaut. Seit 1991 finden im Depot Gastspiele statt.

### Betriebshof Sachsenhausen

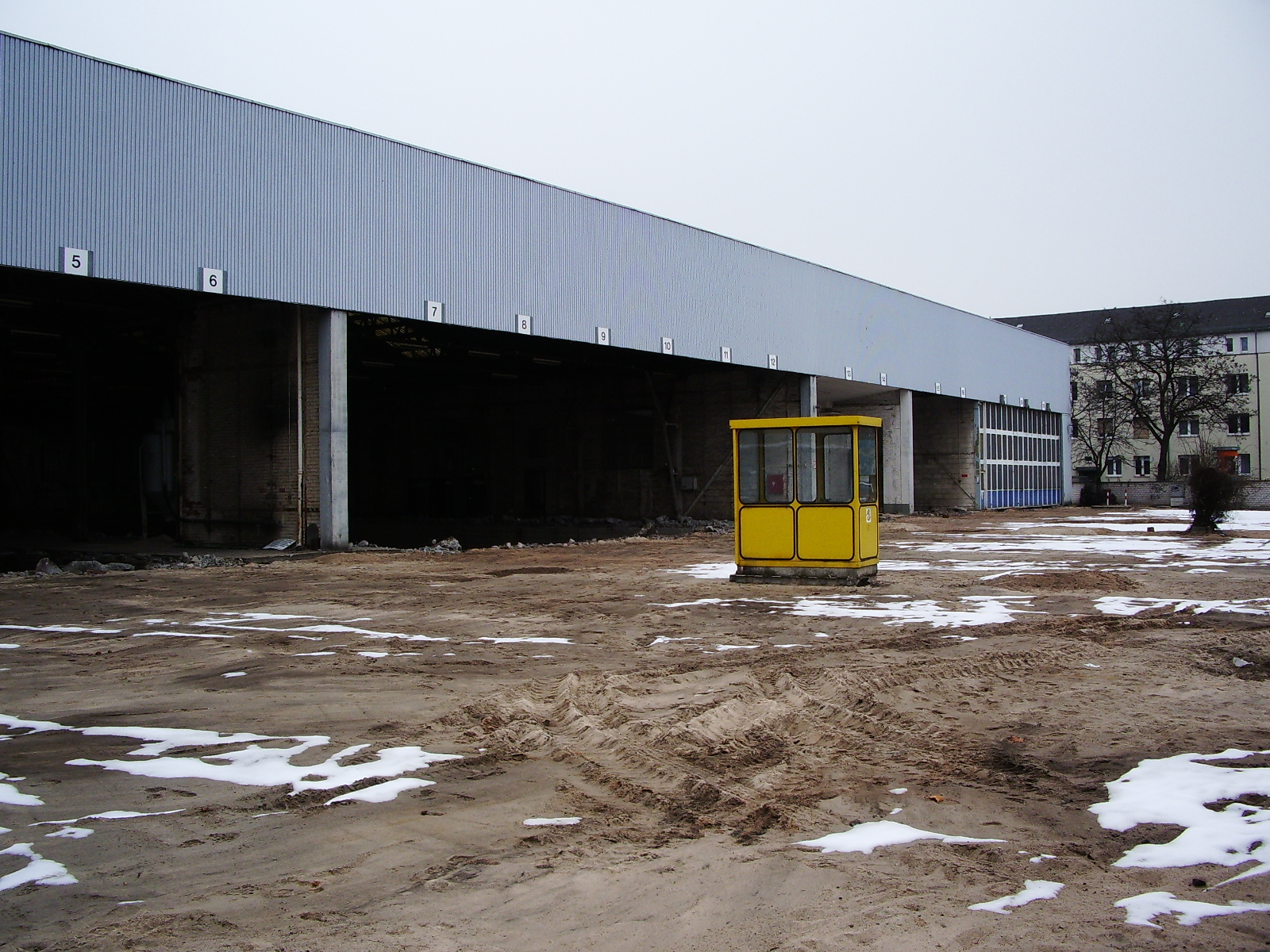
Ehemaliges Straßenbahndepot Sachsenhausen (2006)

Der Betriebshof in Sachsenhausen wurde am 10. April 1899 als erstes Straßenbahndepot der Städtischen Straßenbahn eröffnet. Es ersetzte ein Pferdebahndepot mit Bahnhofsgebäude, Betriebswerkstatt, Stall und Nebengebäuden in der Mühlbruchstraße der Frankfurter Trambahn-Gesellschaft, da dieses nach Ankauf der FTG durch die Stadt aufgrund des zu kleinen Geländes und zu enger Gleisradien nicht für elektrische Straßenbahnen umgebaut werden konnte.
Bei Eröffnung bestand das Depot aus einer Halle mit sechs Gleisen mit 610 Meter Gleislänge für 42 Triebwagen. 1900 und 1907 wurden weitere Hallen angebaut und die Anzahl der Hallengleise auf 20 erhöht. Der Betriebshof überstand den Zweiten Weltkrieg nahezu ohne Schäden. Bei zwei Luftangriffen am 4. Oktober 1943 und am 18. März 1944 verbrannten lediglich ein Trieb-, zwei Bei- und drei Arbeitswagen.
Die vierteilige Halle in der Hedderichstraße wurde 1969 umgebaut und modernisiert, wobei die Backsteinfassade der Südfront abgebrochen wurde. Dies war nötig gewesen, da die engen Durchfahrten nicht für den P-Wagen geeignet waren. Eine bestehende Verbindung zur Darmstädter Landstraße wurde mitsamt einer vorhandenen Gleisschleife aufgelassen und durch ein Gleisdreieck ersetzt. Anfang der 1970er-Jahre waren diese Umbaumaßnahmen abgeschlossen.
1995 wurde der Betriebshof Opfer von Vandalismus, der hauptsächlich von Studenten ausging. Grund war die Einführung des Rhein-Main-Verkehrsverbundes und der damit verbundenen, drastischen Erhöhung der Preise der Fahrkarten.
Mit der Eröffnung des Betriebshofs Ost im Jahr 2003 wurde das Depot stillgelegt. Anfang 2006 fand eine Grundstücksausschreibung statt, auf deren Grundlage das Gelände zum 31. März 2006 verkauft wurde. Daraufhin wurden sämtliche Gleisanlagen aus den Hallen entfernt. Nachdem im Mai desselben Jahres eine Bauvoranfrage genehmigt und der Bauantrag im August 2006 bei der Bauaufsicht eingereicht wurde, wurde der ehemalige Betriebshof bis 2009 zu einem „Stadtteilzentrum“ umgebaut. In den Hallen, die mit einer Reihe von Anbauten und einer Tiefgarage ergänzt wurden, entstanden Wohnungen, ein Restaurant und ein REWE-Supermarkt. Außerdem ist die Frankfurter Rundschau, die bereits im April 2006 den Mietvertrag unterschrieben hatte, und die Stadtteil-Bibliothek in die Hallen eingezogen.

### Betriebshof Bornheim

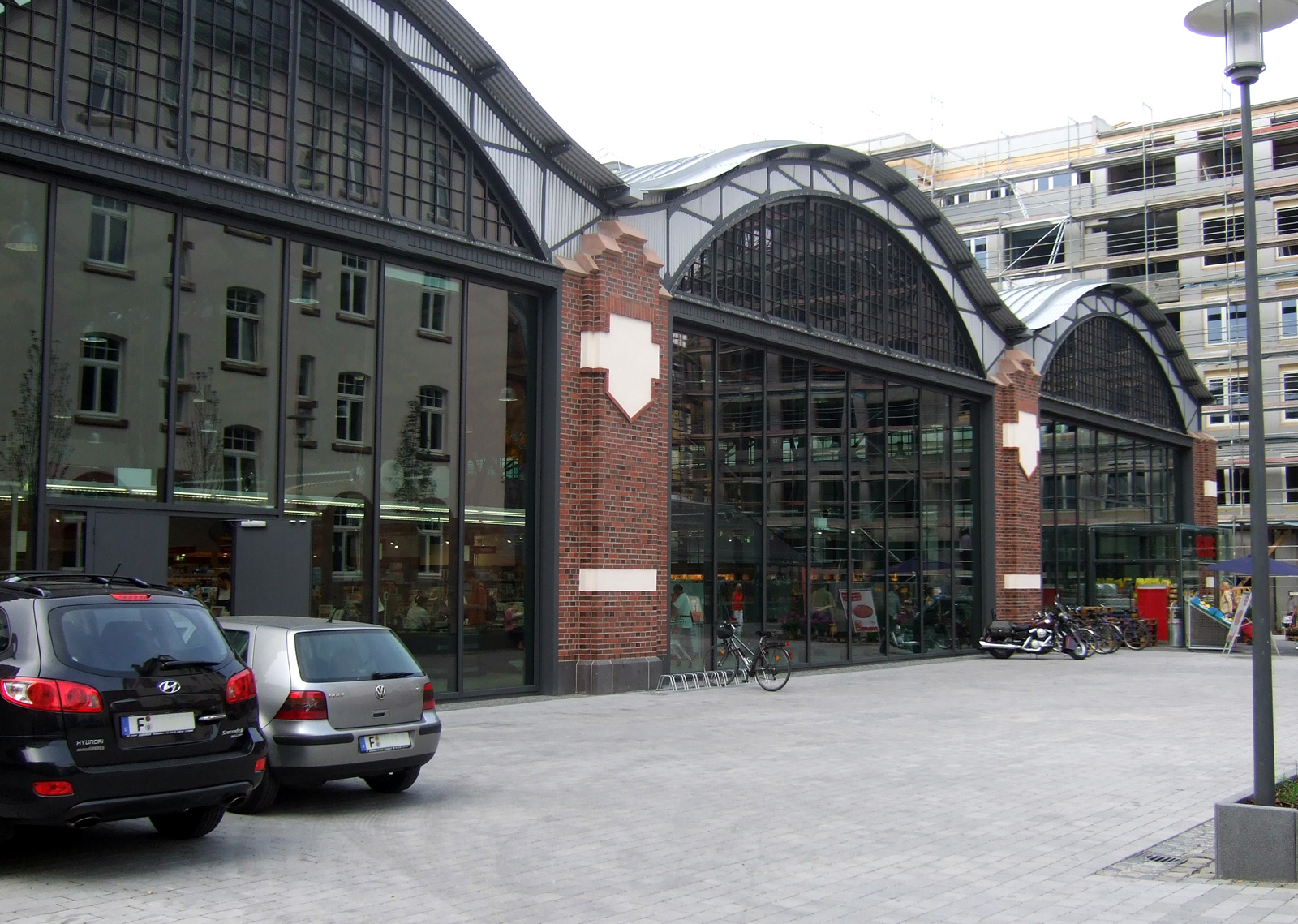
Das ehemalige Bornheimer Depot im Mai 2008

Das Depot in der Bornheimer Heidestraße 137 wurde am 4. April 1902 eröffnet und ersetzte ein 1879 eröffnetes und 1900 geschlossenes Pferdebahndepot in der Berger Straße 228. Das Depot stellte zwölf Hallengleise sowie ein Freigleis zur Verfügung. In den Jahren 1903 und 1907 wurde die Anlage um ein dreizehntes Hallengleis und 18 überdachte Gleise erweitert. Das 13. Hallengleis fiel später wieder weg.
Im Zweiten Weltkrieg wurde das Depot bei den Luftangriffen auf Frankfurt am Main durch Fliegerbomben mehrfach schwer beschädigt. Bei Luftangriffen am 4. Oktober 1943, 29. Januar 1944 und 15. Februar 1945 wurden insgesamt neun Trieb- und sechs Beiwagen durch Bomben zerstört. Die durch Luftangriffe verursachten Schäden wurden durch die Wehrmacht notdürftig beseitigt. Während der Betriebsunterbrechungen wurde ein Schienenersatzverkehr mit Omnibussen eingerichtet. Die Depothallen wurden bis 1952 in unveränderter Form wiederaufgebaut.
1971 wurde das Depot stark umgebaut. Dabei wurde eine zweigleisige Wendeschleife für die damaligen Straßenbahnlinien 10 nach Höchst und 20 nach Bergen auf dem Gelände angelegt, da sie wegen des Baus der Strecke der Linie U4 eine neue Wendemöglichkeit brauchten. Der Bau der Wendeschleife setzte den Abbruch der Wagenhallen mit den Gleisen 21 bis 32 voraus. Die Gleise 14 bis 19 wurden anschließend von der Bahnbauabteilung und nicht mehr für Wagen des Personenverkehrs genutzt.
Ab dem 1. August 1971 fungierte das Depot Bornheim nur noch als Außenstelle des Depots Eckenheim und wurde schließlich im Juni 2003 komplett geschlossen. Im Oktober 2003 wurden hier die beiden ersten Fahrzeuge der neuen Baureihe S präsentiert, eigens dafür wurde die bereits demontierte Oberleitung auf einem Gleis wiederhergestellt.
Wie auch im Depot Sachsenhausen wurde das Gelände nach einem Umbau anderen Verwendungszwecken zugeführt. Während die dreischiffige Haupthalle leicht verkürzt erhalten blieb und einen REWE-Supermarkt beherbergt, wurden die meisten Nebengebäude abgerissen und das Areal neu mit Wohnhäusern bebaut. Das alte Toiletten-Häuschen für die Fahrer und Schaffner wurde, genau wie die Wagenhallen, wegen der Tiefbauarbeiten für die unter dem ehemaligen Depot errichtete Tiefgarage abgetragen und nach deren Abschluss wieder aufgebaut. In ihm befindet sich eine Filiale der Glockenbäckerei.

### Betriebshof Schönhof

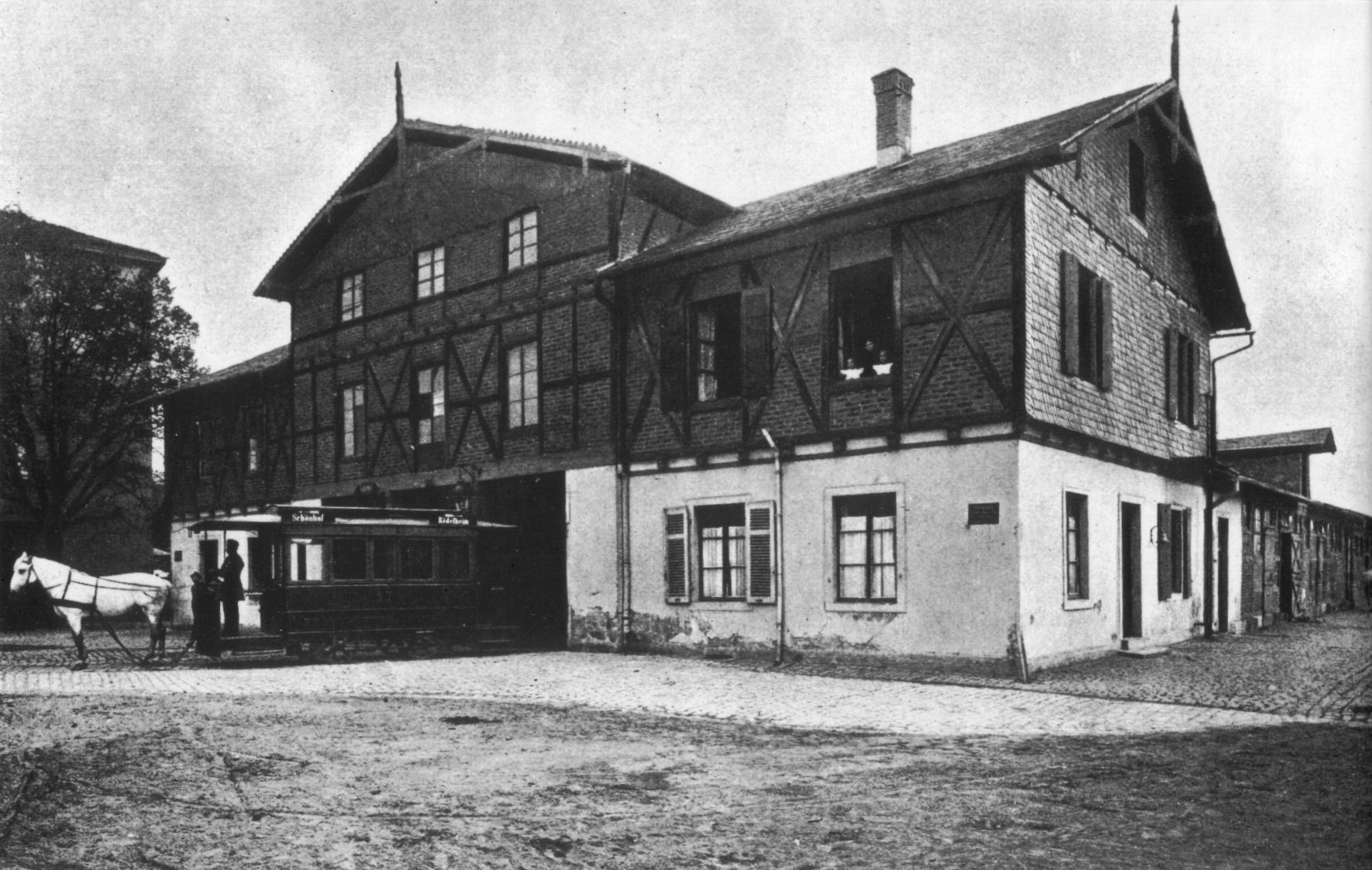
Das ehemalige Pferdebahndepot Schönhof, um 1890

Das kleine Depot mit ursprünglich nur zwei Gleisen, welches an der Breitenbachbrücke in Bockenheim lag, wurde am Schönhof als erstes Depot in Frankfurt am Main am 19. Mai 1872 durch die Frankfurter Trambahn-Gesellschaft eröffnet. Es beherbergte die Fahrzeuge, die Stallungen, die Reparaturwerkstatt und den Direktionssitz sowie eine Feldschmiede.
Nach Aufkauf der Frankfurter Trambahn-Gesellschaft durch die Stadt Frankfurt am Main zum 1. Januar 1898 zu einem Kaufpreis von 2,23 Millionen Goldmark und weiteren bis zum 31. Dezember 1914 jährlichen Zahlungen von 2,9658 Millionen Goldmark, blieb das Depot zusammen mit dem Bockenheimer Depot, der Pferdebahnstrecke zwischen ebendiesem und Rödelheim sowie einem Beamtenwohnhaus am Birkenweg weiterhin in Besitz der Trambahn-Gesellschaft.
Erst am 1. August 1900 erwarb die Stadt für eine weitere Zahlung von 40.500 Goldmark sowie eine Erhöhung der monatlichen Zahlungen um 31.468,5 Goldmark auch diese Einrichtungen. In der Folgezeit wurde es umgebaut, um die „Elektrische“ zu beherbergen. Bei einem schweren Bombenangriff am 22. März 1944 wurde das Depot fast vollständig zerstört. Obwohl der Wiederaufbau unterblieb, diente das Gelände mit den Überresten des Depots nach der Enttrümmerung noch zum Abstellen von nicht mehr gebrauchten Beiwagen.
Am 26. Mai 1965 verließ der letzte Wagen das alte Depot, das zusammen mit der Straßenbahnstrecke über Kirchplatz und Leipziger Straße aufgrund des Neubaus der Breitenbachbrücke vom Schienennetz abgetrennt wurde. Die neue Breitenbachbrücke mit eigenem Gleiskörper für die Straßenbahn wurde am 19. Juni 1966 eröffnet, allerdings ohne Anschluss an das ehemalige Depot, welches in der Folgezeit abgerissen wurde. Die entstandene Freifläche gehört nach wie vor der Verkehrsgesellschaft und wurde anschließend nicht mehr bebaut.

### Betriebshof Bad Homburg
Der Betriebshof in Bad Homburg war 1899 für die Straßenbahn Bad Homburg vor der Höhe erbaut worden. Die Bauzeit lag vom 15. Mai bis zum Jahresende bei wenigen Monaten. Er verfügte über drei Hallengleise für insgesamt 21 Wagen. Da die Straßenbahn Bad Homburg 15 Trieb- und 12 Beiwagen besaß, mussten einige Beiwagen im Hof abgestellt werden.
1910 wurde der Betriebshof um drei weitere Hallen-, zwei Frei- und drei Ausziehgleise, die nur über eine Schiebebühne erreichbar waren, erweitert. Dies war nötig geworden, da der durch die Frankfurter Lokalbahn gestellte Wagenanteil der Linie 25 untergestellt werden musste. Hier befand sich auch die Hauptwerkstatt beider Bahnen. Zusätzlich entstand beim Umbau eine Busgarage.
Am 1. Januar 1955 ging mit der Frankfurter Lokalbahn AG auch deren Betriebshof in der Höhestraße 41 in Bad Homburg in das Eigentum der Straßenbahn der Stadt Frankfurt am Main über. Die Stadt Frankfurt benutzte die Anlage als Wagenhalle noch bis zum 4. Juli 1962 für die Linie 25 ihrer „Taunusbahnen“. Nach Verkürzung der Linie 25 zum Alten Bahnhof bestand kein Gleisanschluss mehr zur Wagenhalle.
Die Hallen wurden anschließend als Betriebshof für Omnibusse verwendet, ehe sie im Januar 1969 abgebrochen wurden. Auf dem Gelände wurde eine Straße angelegt.

### Wagenhalle Eschersheim

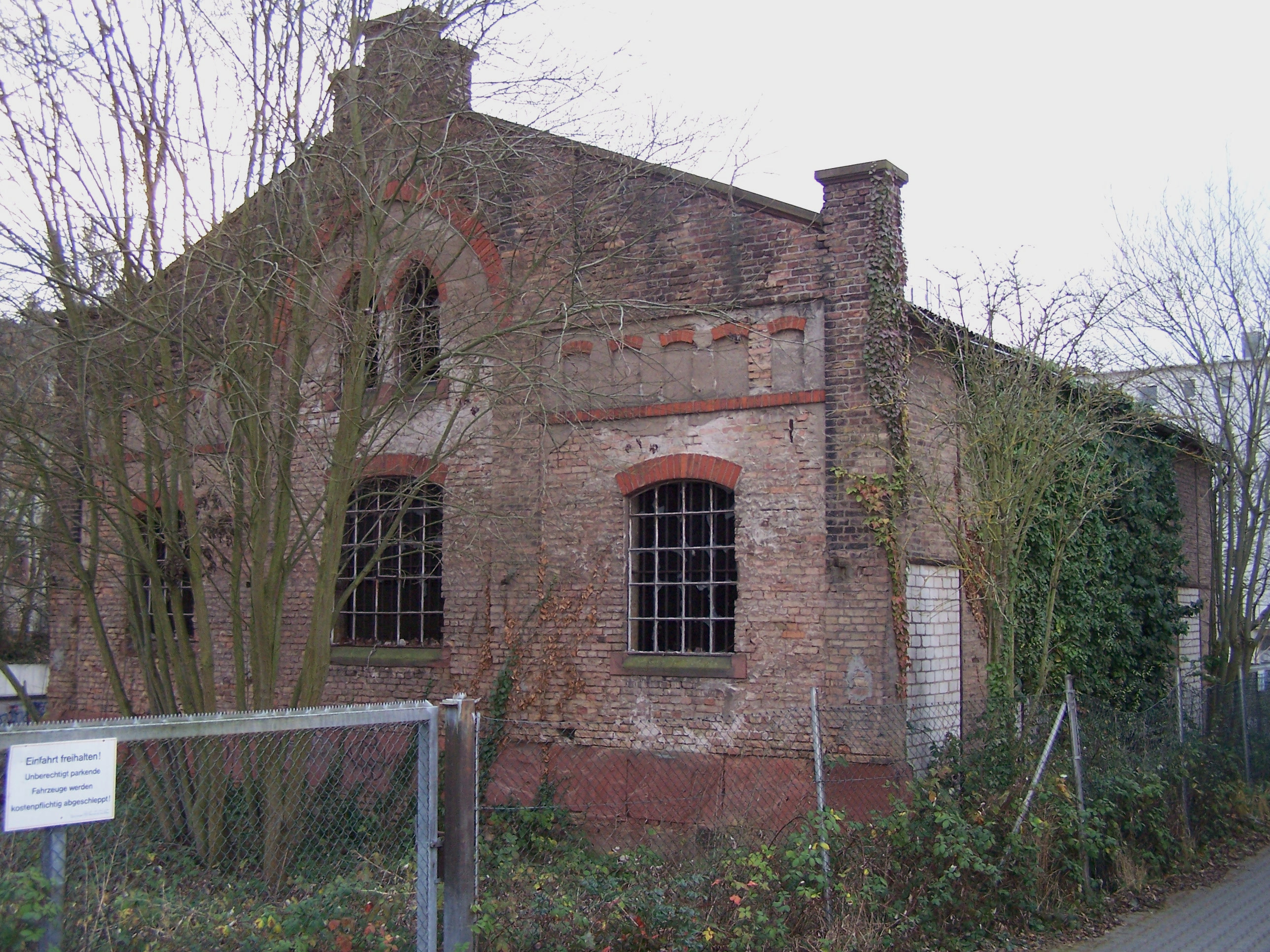
Rückseite der ehemaligen Wagenhalle in Eschersheim

Die Wagenhalle in Eschersheim in der Nähe der heutigen Station Weißer Stein (Eschersheimer Landstraße 552) wurde 1888 durch die Frankfurter Lokalbahn errichtet und beherbergte zunächst ab 1888 die Züge der Dampfstraßenbahn in die Innenstadt, ab 1908 die Überlandlinie 23. Das Depot besaß drei Hallen- sowie ein Freigleis.
Nach der Eröffnung des Betriebshofes in Heddernheim 1910 wurden die Züge der Linie 23 umstationiert und in Eschersheim wurden fortan Pferdebahnwagen untergestellt. Später wurden dort Straßenbahnwagen mit offenen Plattformen, die auf einen Umbau warteten, abgestellt, danach ausgemusterte Triebwagen. Nach dem Zweiten Weltkrieg diente das Depot zum Abstellen von kriegsbeschädigtem Wagenmaterial.
Ab dem 17. Mai 1953 waren hier zeitweise die Linien 23E und 26 stationiert. Durch den Bau der U-Bahn-Strecke A wurde das Depot am 21. März 1967 wegen der für die U2-Triebwagen zu engen Durchfahrten vom Schienennetz abgetrennt und durch Abbrucharbeiten verkleinert sowie zugemauert. Dabei wurde die Depotfläche auf 252 m² verkleinert.
Das Gebäude ist noch vorhanden, zeitweise diente es als Lager und Garage für Straßenfahrzeuge der Stadtwerke. Im Inneren des Depots befinden sich noch seit über 40 Jahren ungenutzte Straßenbahngleise. Derzeit lagert die VGF dort alte Fahrscheinautomaten und Mülleimer. Das Gebäude verfiel in den letzten Jahren zunehmend.
Anfang August 2007 wurde bekanntgegeben, dass das Liegenschaftsamt der Stadt Frankfurt am Main die ehemalige Wagenhalle von der VGF im Rahmen eines Grundstücktausches erwerben wolle und der Ziehenschule zur Verfügung stellen. Das Gymnasium wolle die Halle als Schultheater für ihre Theater-AG nutzen. Teile der Wagenhalle sollten abgerissen, andere Teile saniert werden. Das Innere des Gebäudes werde dabei neu gestaltet. Die Kosten wurden mit rund einer Million Euro angegeben. Da das Gebäude nicht unter Denkmalschutz steht, teilte der Magistrat 2019 mit, es sei nunmehr geplant, das Gebäude für einen Erweiterungsbau der Ziehenschule abzureißen. Dies ist aktuell (Stand März 2025) noch nicht geschehen.

### Betriebshof Niederrad
Die Frankfurter Waldbahn besaß in Niederrad auf der Niederräder Landstraße einen Betriebshof für die Waldbahnlinie nach Niederrad. Nach Ankauf der Waldbahn durch die Stadt wurden der unabhängige Betriebszweig der Waldbahn zunächst vollständig weitergeführt. Als am 17. August 1908 eine elektrische Straßenbahn nach Niederrad eröffnet wurde, stellte die Stadt die Waldbahnlinie nach Niederrad ein. Die Gleise auf der Niederräder Landstraße und Frauenhofstraße sowie das Waldbahndepot wurden aufgelassen. Der ehemalige Betriebshof stand noch lange Zeit leer, ehe er abgebrochen wurde.

### Wagenhallen Schwanheim
Die beiden ehemaligen Wagenhallen der Frankfurter Waldbahn in Schwanheim wurden 1905 gebaut, nachdem eine an Stelle der heutigen Westhalle befindliche Holzhalle 1904 niedergebrannt war. Das Depot beherbergte lange Zeit überzählige Straßenbahnwagen; seit 1984 ist dort das Frankfurter Verkehrsmuseum eingezogen.

### Wagenhalle Oberrad
1884 ging in zwei Teilabschnitten die erste kommerziell genutzte elektrische Straßenbahn von der Alten Brücke in Frankfurt-Sachsenhausen und dem Mathildenplatz in Offenbach in Betrieb. Als einziges Depot einer Schmalspurbahn mit einer Spurweite von 1000 mm (Meterspur) in Frankfurt am Main wurde die Wagenhalle Oberrad von der Frankfurt-Offenbacher Trambahn-Gesellschaft (FOTG) in der Buchrainstraße in Oberrad errichtet und wurde ab dem 18. Februar 1884 als Betriebshof genutzt. Am 28. Oktober 1906 wurde es nach Übernahme der FOTG durch die Frankfurter Straßenbahn auf die Normalspur von 1435 mm umgespurt und diente zum Abstellen nicht mehr gebrauchter Beiwagen.
Bei Bombenangriffen im Oktober 1943 und März 1944 brannte das Depot mit fünf darin abgestellten Beiwagen aus. Am gleichen Standort entstand eine Umformerstation des Elektrizitätswerkes. In der Folgezeit wurde das Gebäude abgerissen und durch einen neuen Gebäudekomplex mit einem Bürgertreff und einer Gaststätte mit dem Namen „Zum Depot“ ersetzt, die an den einstigen Betriebshof erinnern.